# 植生帯
植生帯（しょくせいたい、英語: vegetation zone）は、植生の分布のことである。植生帯は主に降水量と気温により規定される。

## 水平分布
水平分布は、水平的な植生分布のことである。
十分な降水量がある場合は、気温の変化に応じて植生が変化する。概ね緯度に沿って植生が変化し、熱帯では熱帯多雨林、亜熱帯では亜熱帯多雨林、暖温帯では照葉樹林、冷温帯では夏緑樹林、亜寒帯では針葉樹林、寒帯ではツンドラが卓越する。このほか、大陸性気候か海洋性気候か、大陸の西岸か東岸かによる植生の差異も存在する。
他方、降水量が変化する場合は、年中湿潤な地域では多雨林、雨季・乾季が分かれる地域では雨緑樹林、地中海性気候の地域では硬葉樹林、亜熱帯の半乾燥地域ではサバナ、温帯の半乾燥地域ではステップ、乾燥地域では砂漠が卓越する。

## 垂直分布
垂直分布は、標高に応じた垂直的な植生分布である。気温減率に従い標高が高くなるほど気温が低下することに伴い、植生が変化する。